# Argelia (Cauca)
Argelia ist eine Gemeinde (municipio) im Departamento Cauca in Kolumbien.

## Geographie
Argelia liegt im Süden von Cauca in der Provincia del Sur am Río San Juan de Micay. An die Gemeinde grenzen im Norden El Tambo, im Osten El Tambo und Patía, im Süden Balboa und im Westen El Charco im Departamento de Nariño sowie Guapi und Timbiquí.

## Bevölkerung
Die Gemeinde Argelia hat 27.670 Einwohner, von denen 4177 im städtischen Teil (cabecera municipal) der Gemeinde leben (Stand: 2019).